# Camponotus melanoticus
Camponotus melanoticus är en myrart som beskrevs av Carlo Emery 1894. Camponotus melanoticus ingår i släktet hästmyror, och familjen myror.

## Underarter
Arten delas in i följande underarter:
- C. m. catharinae
- C. m. flavopubens
- C. m. melanoticus
- C. m. nigrescens
- C. m. paranaensis
- C. m. publicola
- C. m. valerius

## Bildgalleri

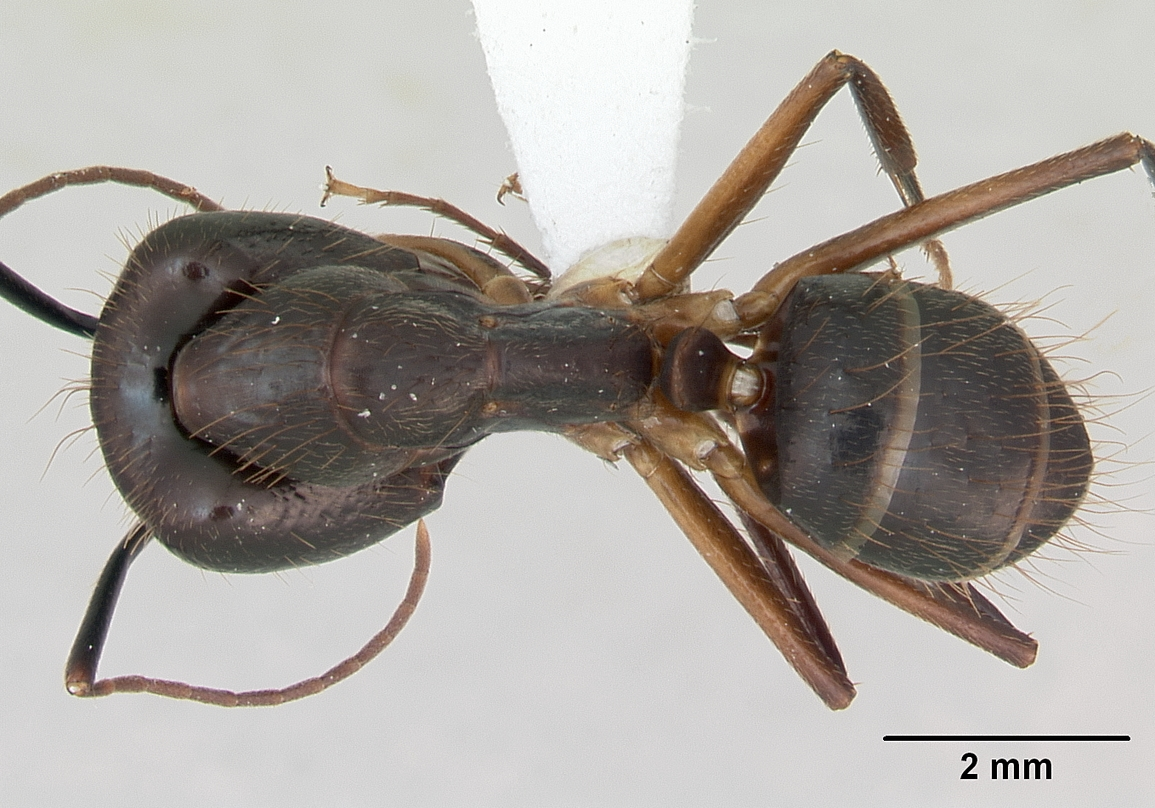
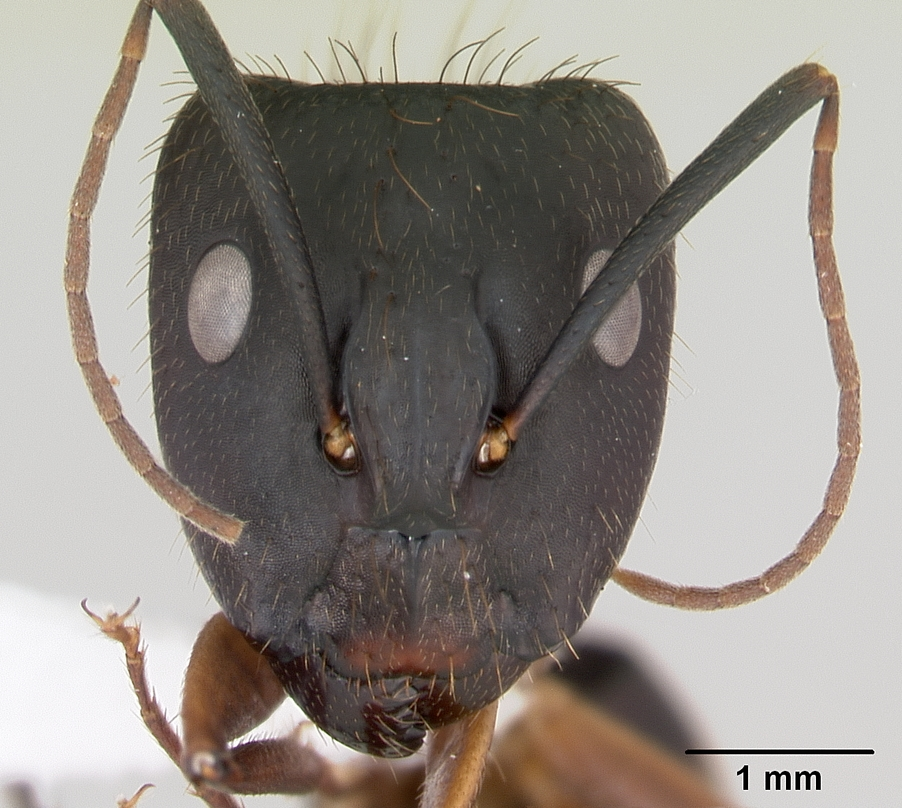
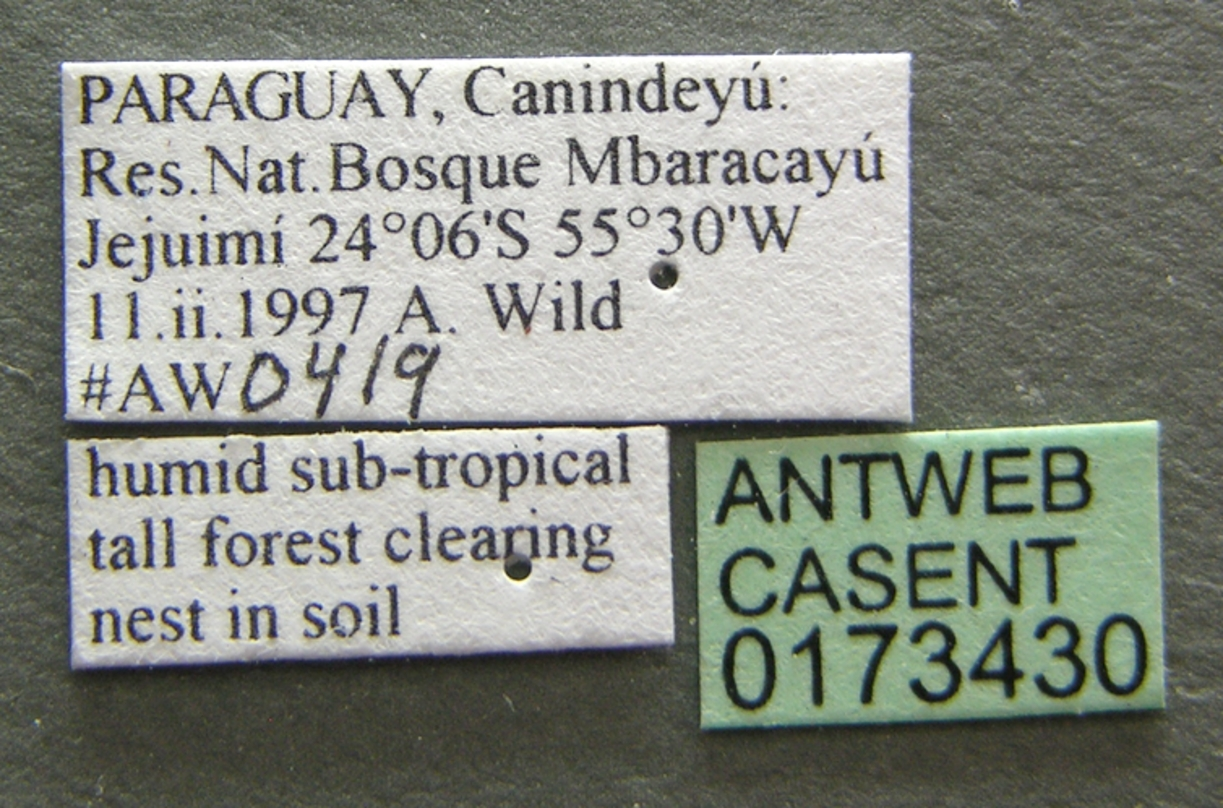
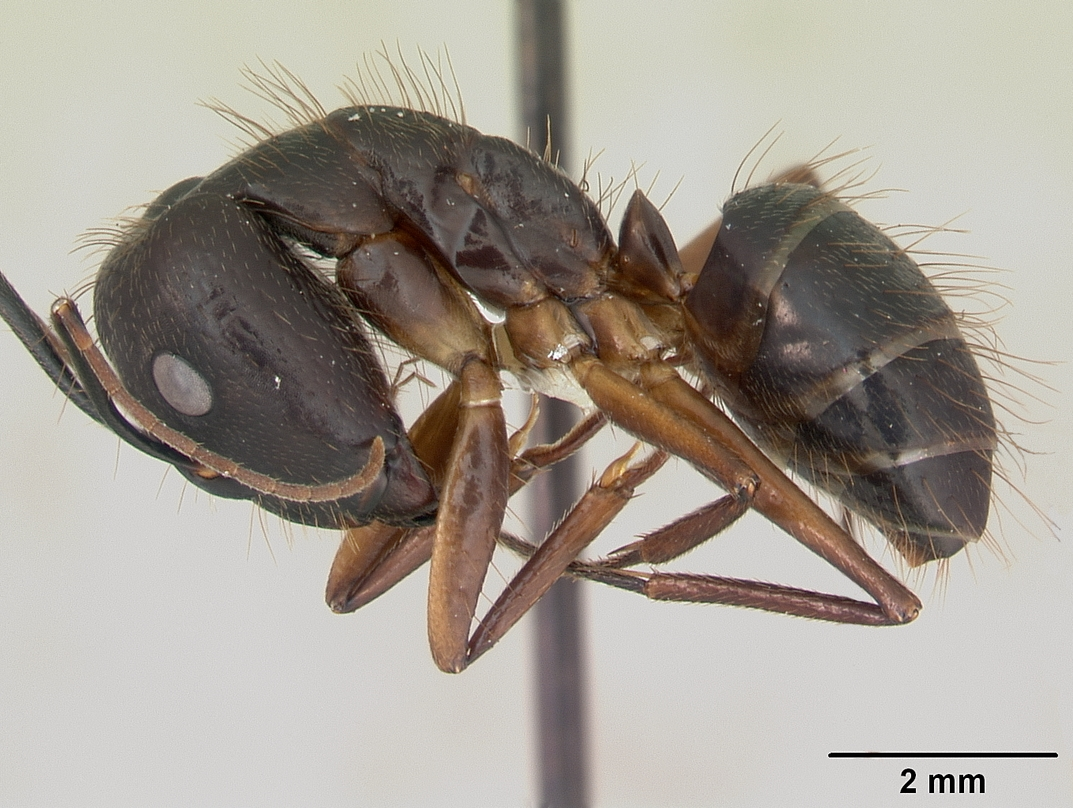
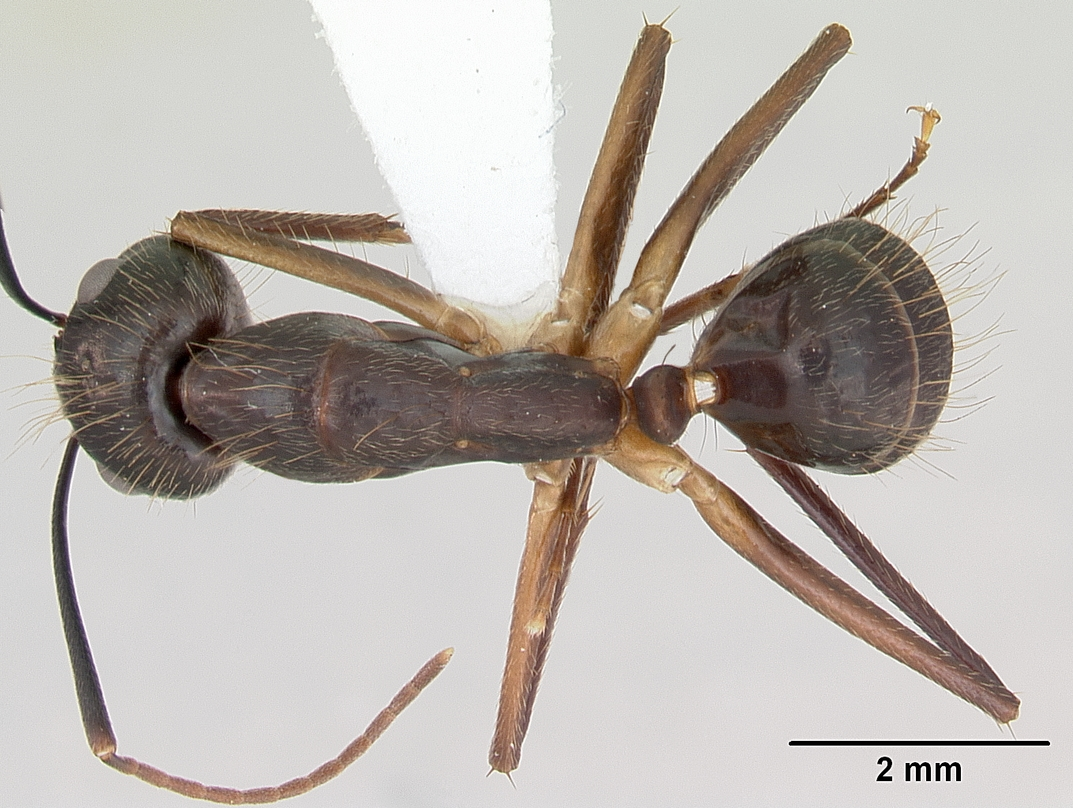
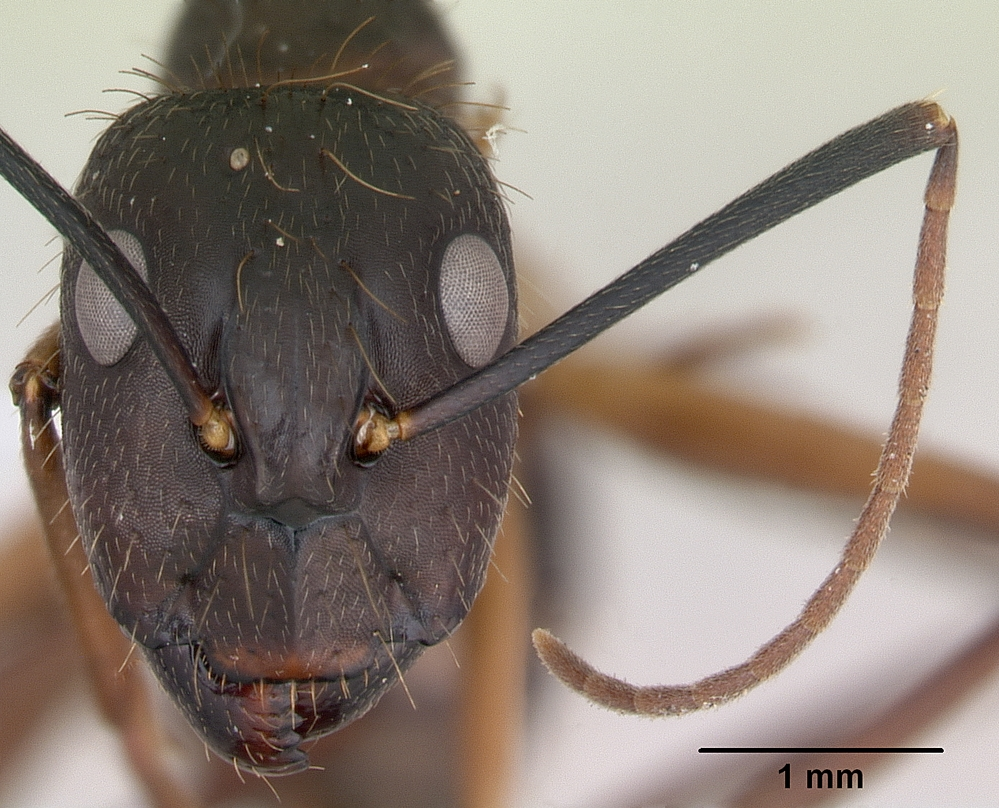